# Теорема сравнения Рауха
Теорема сравнения Рауха — фундаментальный результат римановой геометрии.
Доказана Раухом.
Теорема утверждает, что в пространствах с большей секционной кривизной геодезические имеют тенденцию сходиться быстрее.
Точная формулировка использует поля Якоби.

## Формулировка
Пусть {\displaystyle M} и {\displaystyle {\tilde {M}}} суть римановы многообразия.
Пусть {\displaystyle \gamma \colon [0,T]\to M} и {\displaystyle {\tilde {\gamma }}\colon [0,T]\to {\tilde {M}}} суть геодезические с единичной скоростью, такие, что {\displaystyle {\widetilde {\gamma }}(0)} не имеет сопряженных точек вдоль {\displaystyle {\tilde {\gamma }}}, и пусть {\displaystyle J,{\tilde {J}}} — нормальные поля Якоби вдоль {\displaystyle \gamma } и {\displaystyle {\tilde {\gamma }}}, такие, что {\displaystyle J(0)={\tilde {J}}(0)=0} и {\displaystyle |J'(0)|=|{\tilde {J}}'(0)|}.
Предположим, что секционные кривизны {\displaystyle M} и {\displaystyle {\tilde {M}}} всюду удовлетворяют {\displaystyle K(\Pi )\leqslant {\widetilde {K}}({\widetilde {\Pi }})}, где {\displaystyle \Pi \subset T_{\gamma (t)}M} — это 2-плоскость, содержащая {\displaystyle {\dot {\gamma }}(t)}, а {\displaystyle {\tilde {\Pi }}\subset T_{{\tilde {\gamma }}(t)}{\tilde {M}}} — 2-плоскость, содержащая {\displaystyle {\dot {\tilde {\gamma }}}(t)}.
Тогда {\displaystyle |J(t)|\geqslant |{\tilde {J}}(t)|} для всех {\displaystyle t\in [0,T]}.

## Следствия
Пусть {\displaystyle M} — риманово многообразие, и геодезическая {\displaystyle \gamma \colon [0,T]\to M} не имеет сопряжённых точек, тогда:
- Если {\displaystyle M} имеет неотрицательную секционную кривизну, то для любого поля Якоби {\displaystyle J} такого, что {\displaystyle J(0)=0}, имеем
{\displaystyle |J(t)|\leqslant |J'(0)|\cdot |t|.}
- Если секционная кривизна {\displaystyle M} не меньше 1, то
{\displaystyle |J(t)|\leqslant |J'(0)|\cdot |\sin t|.}
- Если секционная кривизна {\displaystyle M} не больше −1, то
{\displaystyle |J(t)|\leqslant |J'(0)|\cdot |\operatorname {sh} t|.}